# 长秋监
长秋监，中国隋朝唐朝时设置的官署名。
隋朝大业三年（607年）改内侍省置，掌后宫诸事，以长秋监令为长官，长秋监少令为次官，领掖庭、宫闱、奚官三署。唐朝初年沿置，高祖武德四年（621年）复称内侍省。